# 岩山駅
岩山駅（いわやまえき）は、岡山県新見市上熊谷にある、西日本旅客鉄道（JR西日本）姫新線の駅である。
岩山神社へ参拝するための主要な駅でもある。

## 歴史
- 1929年（昭和4年）4月14日：鉄道省作備西線当駅 - 新見間開通時に開設[1]。当初は盲腸線の終着駅であった。
  - 当時の所在地表示は岡山県阿哲郡熊谷村上熊谷であった[1]。
- 1930年（昭和5年）12月11日：当駅 - 作備東線中国勝山駅間延伸、津山 - 新見間作備線が成立。当駅もその所属かつ途中駅となる。
- 1936年（昭和11年）10月10日：作備線が姫新線の一部となり、当駅もその所属となる。
- 1963年（昭和38年）4月1日：貨物取扱廃止[1]。
- 1973年（昭和48年）3月12日：荷物扱い廃止[3]、無人駅化[2]。
- 1987年（昭和62年）4月1日：国鉄分割民営化に伴い、JR西日本の駅となる。

## 駅構造

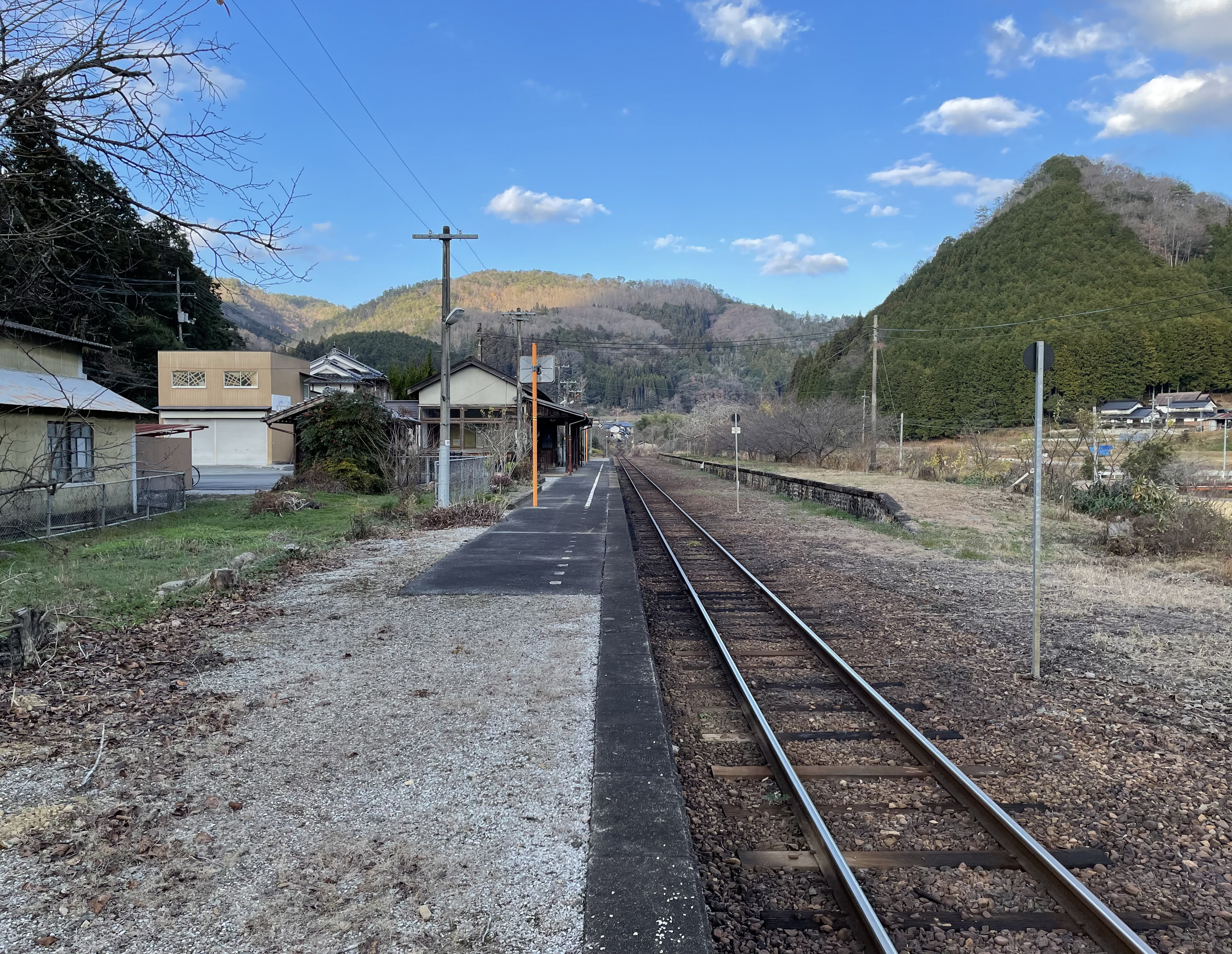
構内（2023年12月）

新見方面に向かって右側に単式ホーム1面1線を有する地上駅（停留所）。以前は相対式ホーム2面2線であったが、片側の線路は撤去され、使用されなくなったホーム跡が残っている。現在は棒線駅のため、新見方面行と津山方面行の双方が同一ホームに発着する。
新見駅管理の無人駅。木造駅舎を備える。

## 利用状況
近年の1日平均乗車人員の推移は以下の通り。
| 乗車人員推移 | 乗車人員推移 |
| 年度         | 1日平均人数  |
| ------------ | ------------ |
| 1999         | 36           |
| 2000         | 27           |
| 2001         | 26           |
| 2002         | 20           |
| 2003         | 14           |
| 2004         | 16           |
| 2005         | 14           |
| 2006         | 14           |
| 2007         | 13           |
| 2008         | 6            |
| 2009         | 3            |
| 2010         | 5            |
| 2011         | 4            |
| 2012         | 7            |
| 2013         | 5            |
| 2014         | 6            |
| 2015         | 4            |
| 2016         | 3            |
| 2017         | 6            |
| 2018         | 4            |
| 2019         | 7            |
| 2020         | 10           |
| 2021         | 8            |

普段は学生や老人が主である。駅近くを流れる熊谷川ではアユやマス、ヤマメ等が釣れるため、今後は川釣り目的の乗車客の利用が見込まれている。

## 駅周辺

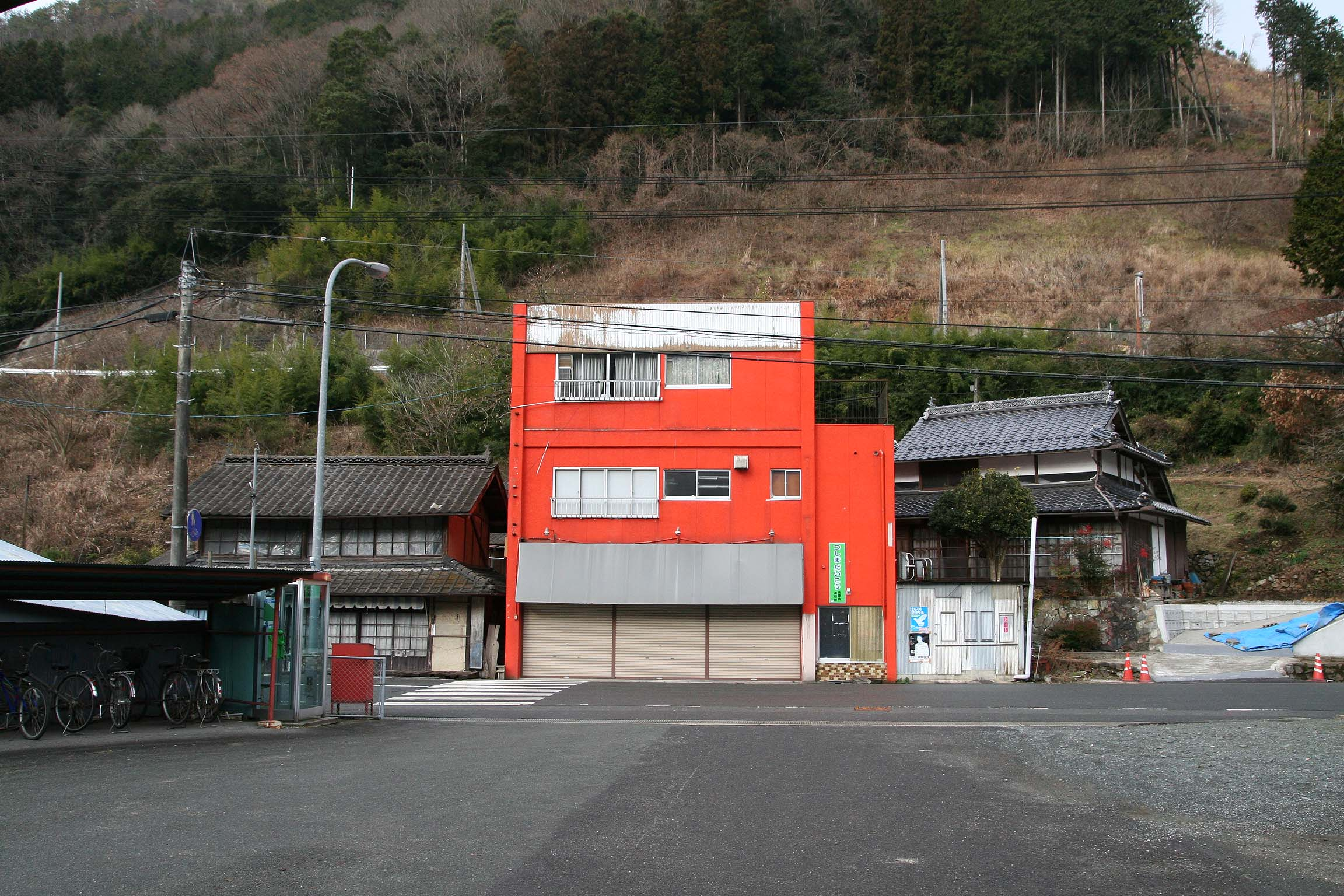
駅周辺（2008年1月）

山間の集落にあり、駅から少し離れた西側を岡山県道32号線が通る。駅前を通る道路北側には商店（ホルモン焼きの食堂など）が点在する。
- 新見熊谷郵便局
- 新見市立熊谷中学校
- 新見市民センター
- 塩山城跡 脇嶽登山口
- 岩山神社：11月3日に行われる大祭は屋台も沢山出て来て、神輿も練り歩き賑わう。
- 多治部氏屋敷跡 - 駅北側
- 潮城主多治部雅楽守景治碑 - 駅南側
- 岡山県道32号新見勝山線
- 岡山県道319号菅生上熊谷線
- 新見市立塩城小学校

当駅の所在地、「上熊谷」は備中国の国人（武家）・多治部氏ゆかりの地である。駅北側には屋敷跡、駅南側にある踏切付近には石碑がある。

## 隣の駅
西日本旅客鉄道（JR西日本）
 姫新線
■快速
通過
■普通
丹治部駅 - 岩山駅 - 新見駅